# Пожар в клубе села Красный Яр
Пожар в клубе села Красный Яр — пожар в клубе села Красный Яр, Бурятская АССР, СССР, в результате которого погибло 36 человек, из них 30 детей, 25 пострадало. Спустя 50 лет, в феврале 2006 года, в селе клуб снова полностью сгорел.
Клуб был организован в двухэтажном деревянном доме. Пожар произошел в зрительном зале во время демонстрации кинофильма. Зал был рассчитан на 100 человек. Запасная дверь в зрительном зале была закрыта снаружи и крючок изнутри был замотан проволокой. В зрительном зале находилось 140—150 человек, преимущественно детей школьного и дошкольного возраста. Возгорание началось в аппаратной, отделенной от зала дощатой перегородкой.
Влияние этого пожара на совершенствование системы пожарной безопасности рассматривается в кандидатской диссертации о истории пожарной охраны Бурятии.

## Память
На месте сгоревшего клуба был разбит сквер, сделано ограждение. В 2006 году в сквере установлен поклонный камень.